# Tamaulipeca dorsator
Tamaulipeca dorsator là một loài tò vò trong họ Ichneumonidae.